# 恨 (1995年電影)
《恨》（法語：La Haine，法語發音：[la ɛn]）是法國導演馬修·卡索維茲執導的黑白電影，描述了三位社會邊緣青年在郊區一連串暴力事件所衍生的故事。本片獲選為第48屆坎城影展正式競賽片，並獲得最佳導演獎。

## 劇情
影片开场是一段新闻镜头集锦，展现了位于巴黎近郊尚特卢莱维涅的一次城市暴乱。在暴乱后，当地一名男子阿卜杜勒·伊查哈（Abdel Ichaha）在警方拘留中重伤，被送入重症监护室。暴乱持续升级，引发对当地警察局的围攻，一把警用左轮手枪在混乱中丢失。影片聚焦于阿卜杜勒的三位朋友，他们都来自移民家庭，故事连续发生在约20小时内。
芬茨（Vinz）是一名性格暴躁的犹太青年，他想为阿卜杜勒的遭遇复仇，对所有警察充满深深的仇恨，甚至模仿《的士司機》中勞勃·狄尼洛的动作，在浴室镜前练习。于贝尔（Hubert）是一名非洲裔法国拳击手，同时也从事小规模毒品交易，他希望逃离贫民区，创造更好的生活。然而，他的拳击馆在暴乱中被毁。赛义德（Saïd）是一名北非穆斯林青年，他充当芬茨和于贝尔之间的调解人，两人经常发生争吵。
三人日常生活无所事事，经常受到警方的监视。在一次屋顶派对中，警察前来干预，芬茨辱骂了一名便衣警察。离开后，芬茨透露他捡到了暴乱中丢失的那把.44麥格農手枪，计划在阿卜杜勒万一去世后用它杀死一名警察。尽管于贝尔强烈反对，芬茨还是偷偷将枪带在身边。他们想要探望住院的阿卜杜勒，但被警察阻止。由于他们强烈拒绝离开，赛义德被逮捕，但后来在一名认识他兄长的警察帮助下获释。
芬茨与于贝尔因为对警察与暴力的看法发生分歧，两人暂时分道扬镳。赛义德跟随芬茨，而于贝尔暂时回到家中。他们在另一场聚会中再次相遇，但由于阿卜杜勒的哥哥想要报复杀死一名警察，场面迅速失控，引发与警察的对峙。三人侥幸逃脱，芬茨差点向一名防暴警察开枪。他们乘火车前往巴黎，与或友好或敌对的巴黎市民的互动将几场冲突升级为危险的对抗。
在公共卫生间，他们遇到一位古拉格幸存者，讲述了一个因拒绝在火车附近排泄而错过车次，最终冻死的人的故事。三人对这个故事的含义感到困惑。
随后，他们去找吸食可卡因的阿斯泰利克斯（Astérix），他欠赛义德一笔钱。这次见面导致了一场暴力冲突，阿斯泰利克斯似乎要逼迫芬茨玩俄羅斯輪盤，但其实枪里没有子弹。他们随后遇到一群残暴的便衣警察，赛义德和于贝尔被逮捕，而芬茨则成功逃脱。这两人遭到警方的言语和身体虐待，被关押至深夜，导致三人错过了圣拉扎尔站的末班车，只能在街头度过一晚。
被画廊赶出、盗窃汽车又失败后，三人躲进购物中心。透过新闻得知阿卜杜勒已经去世。他们来到一个屋顶，辱骂了一群光头党。但随后与这群光头党相遇，赛义德和于贝尔被无情殴打。芬茨用枪指着一名光头党，但虽然于贝尔想激怒芬茨开枪，芬茨最终还是选择放过了光头党。
清晨，三人返回家中，芬茨将枪交给于贝尔。芬茨和赛义德遇到芬茨之前在屋顶派对辱骂的警察。警察用一把上膛的枪威胁芬茨，不料意外开枪将芬茨击毙。于贝尔赶来救援，与警察形成紧张的对峙。赛义德闭上眼睛，伴随着一声枪响，谁开枪以及谁中枪不得而知。
这场高潮对峙伴随着于贝尔稍作改动的开场旁白（“这是一个自由落体的社会……”）以及反复出现的短语“jusqu'ici tout va bien”（“到目前为止，一切都很好”）。影片展现了法国社会从敌意滑向无意义暴力的缩影，强调表象之下远非一切安好，未来依然充满不确定性。

## 演员
- 文森·卡索 饰 芬茨
- 于贝尔·孔德（英语：Hubert Koundé） 饰 于贝尔
- 萨伊德·塔格马奥 饰 赛义德
- 马克·迪雷（英语：Marc Duret） 饰 圣母院探长
- 伯努瓦·马吉梅（英语：Benoît Magimel） 饰 伯努瓦
- 阿卜杜勒·艾哈迈德·吉里 饰 阿卜杜勒
- 弗朗索瓦·勒旺塔尔（英语：François Levantal） 饰 阿斯泰利克斯（某些英文版改名史努比）
- 安德烈·达芒（英语：Andrée Damant） 饰 门房
- 菲利普·纳宏（英语：Philippe Nahon） 饰 警察局长
- 齐内丁·苏阿莱姆（英语：Zinedine Soualem） 饰 便衣警察
- 萬桑·藍東 饰 酒醉男子
- 卡琳·维亚尔（英语：Karin Viard） 饰 画廊女孩
- 彼得·卡索维茨（英语：Peter Kassovitz） 饰 画廊贊助人
- 安东尼·苏特 饰 光头党
- 马修·卡索维茨 饰 被捕光头党

## 獎項
| 獎項            | 獎項             | 受獎者                            | 階段／結果 |
| --------------- | ---------------- | --------------------------------- | ---------- |
| 第48屆坎城影展  | 金棕櫚獎         | 《恨》 馬修·卡索維茲              | 提名       |
| 第48屆坎城影展  | 最佳導演         | 馬修·卡索維茲                     | 獲獎       |
| 第21屆凱薩獎    | 最佳影片         | 《恨》                            | 獲獎       |
| 第21屆凱薩獎    | 最佳男主角       | 文森·卡索                         | 提名       |
| 第21屆凱薩獎    | 最佳新男演員     | 文森·卡索                         | 提名       |
| 第21屆凱薩獎    | 最佳新男演員     | 曉拔·告迪                         | 提名       |
| 第21屆凱薩獎    | 最佳新男演員     | 萨伊德·塔格马奥                   | 提名       |
| 第21屆凱薩獎    | 最佳導演         | 馬修·卡索維茲                     | 提名       |
| 第21屆凱薩獎    | 最佳劇本         | 馬修·卡索維茲                     | 提名       |
| 第21屆凱薩獎    | 最佳攝影         | Pierre Aïm                        | 提名       |
| 第21屆凱薩獎    | 最佳音效         | Dominique Dalmasso、Vincent Tulli | 提名       |
| 第21屆凱薩獎    | 最佳剪接         | 馬修·卡索維茲、Scott Stevenson    | 獲獎       |
| 第21屆凱薩獎    | 最佳製作人       | Christophe Rossignon              | 獲獎       |
| 第1屆盧米埃獎   | 最佳影片         | 《恨》                            | 獲獎       |
| 第1屆盧米埃獎   | 最佳導演         | 馬修·卡索維茲                     | 獲獎       |
| 第8屆歐洲電影獎 | 最佳影片         | 《恨》                            | 提名       |
| 第8屆歐洲電影獎 | 年度青年歐洲電影 | 《恨》                            | 獲獎       |

## 外部連結
- 互联网电影数据库（IMDb）上《怒火青春》的资料（英文）
- 豆瓣电影上《恨》的資料 （简体中文）
- 開眼電影網上《恨 （页面存档备份，存于）》的資料 （繁體中文）
- 香港外語電影資料網上《怒火青春 （页面存档备份，存于）》的資料 （繁體中文）